# Jigoku Sensei Nube
Jigoku Sensei Nube (яп. 地獄先生ぬ～べ～ Дзигоку Сэнсэй Ну:бэ:, букв. «Адский учитель Нубэ») — комедийная манга с элементами ужасов, нарисованная Такэси Окано по сценарию Сё Макуры (яп. 真倉翔). Она публиковалась в еженедельном журнале Shonen Jump издательства Shueisha. У манги есть два сиквела Hell Teacher Nūbē Neo, выходивший с 2014 по 2018 год, и Hell Teacher Nūbē S, начавшая выходить в 2018 году.
По мотивам Hell Teacher Nube Toei Animation было снято одноимённое аниме, транслировавшееся по телеканалам Animax и TV Asahi в 1996—1997 годах. Позднее также появились три полнометражных анимационных фильма и три OVA. В 2014 году была снята дорама.
Также с июля 2007 по 2016 год выходил спин-офф манги о итако Идзуне — Izuna the Spiritual Medium (霊媒師いずな).

## Сюжет
Нубэ является учителем в начальной школе Домори. Его левая рука одержима демоном, а его ученики постоянно сталкиваются с тем или другим странным феноменом. Чтобы спасти их, Нубэ приходится использовать свою руку демона или другое духовное оружие. Нубэ может преследовать снежная дева Юкимэ, ему приходится изгонять Ханако из туалетов, искать проклятый самурайский меч в столе находок и выгонять призраков изо всех помещений школы. Каждое такое столкновение учит самого Нубэ или его учеников чему-то новому.

## Медиа

### Манга
Hell Teacher Nūbē написана Сё Макурой и иллюстрирована Такэси Окано. Впервые манга была опубликована в 38 выпуске журнала Weekly Shōnen Jump за 1993 год, вышедшем 6 сентября 1993 года. Её последняя глава была напечатана 24 мая 1999 года. 31 танкобон был напечатан с 11 января 1994 года по 3 сентября 1999 года.
Сиквел оригинальной серии Hell Teacher Nūbē Neo начал публиковаться в журнале Grand Jump Premium 28 мая 2014 года. В нем сюжет продолжается через 10 лет после завершения предыдущей манги, Кёко становится учителем в Домори, а Нубэ возвращается с Кюсю. Манга переехала в Grand Jump 16 июля того же года. Hell Teacher Nūbē Neo одновременно выходил также в Saikyō Jump с 5 августа 2016 года по 1 июня 2018. Она завершилась 5 декабря 2018 года. Shueisha выпустила главы в 17 танкобонах, выходивших с 3 октября 2014 по 4 января 2019 года.
В сентябрьском выпуске 2018 года Saikyō Jump, вышедшем 3 августа 2018 года, начала публиковаться новая серия Hell Teacher Nūbē S. Она является сиквелом к Hell Teacher Nūbē Neo. Первый танкобон был выпущен 4 марта 2019 года. На 4 января 2020 года вышло два тома.

#### Спин-оффы
Спин-офф о девочке-итако Идзуне Хадзуки под названием Reibaishi Izuna: The Spiritual Medium начал публиковаться в журнале Super Jump издательства Shueisha в августовском выпуске 2007 года. С 8 сентября 2010 года она переместилась в Super Jump, где и выходила до закрытия журнала 12 октября 2011 года. С 4 августа 2008 года по 2 декабря 2011 года было выпущено 10 танкобонов с этой мангой.
После этого с 16 ноября 2011 года манга переместилась в новый журнал издательства Grand Jump, но под новым названием Reibaishi Izuna: Ascension. 16 июля 2014 года было объявлено о переходе манги в Grand Jump Premium, и первая глава в нем была опубликована 27 августа. Манга завершилась в 7 выпуске 2016 года Grand Jump, вышедшем 22 июня 2016. С 19 апреля 2012 по 2 декабря 2016 года вышло ещё 10 томов.
2 апреля 2014 года вышел ваншот Jigoku Sensei Nūbē: Ōmagatoki в Grand Jump.

### Аниме
Аниме-адаптация была создана Toei Animation и демонстрировалась на TV Asahi с 13 апреля 1996 по 7 августа 1997 года. Начальная тема сериала «Bari Bari Saikyou no. 1» (яп. バリバリ最強No.1) была исполнена Feel So Bad. Первая завершающая тема «Mienai Chikara -Invisible One-» (яп. ミエナイチカラ～Invisible One～) в исполнении B'z, а вторая — «Spirit» Pamelah.
Роли озвучивали:
- Рётаро Окиаю — Мэйсукэ Нуэно (Нубэ)
- Мэгуми Огата — Кумико Иидзима
- Руми Касахара — Кёко Инаба
- Тосико Фудзита — Хироси Татэно
- Мина Томинага — Мики Хосокава
- Митико Нэя — Рицуко-сэнсэй

### Фильмы
Было выпущено три анимационных фильма. Первый Jigoku Sensei Nūbē вышел 6 июля 1996 года. Второй фильм — Jigoku Sensei Nūbē: Gozen 0 toki Nūbē Shisu — 8 марта 1997 года. Третий — Jigoku Sensei Nūbē: Kyoufu no Natsu Yasumi! Asashi no Uni no Gensetsu — 12 июля 1997. Фильмы по своей структуре повторяют серии сериала, только оказываются длиннее.

### OVA
В 1998 году среди читателей был проведен опрос, чтобы выбрать три ещё неэкранизованные главы манги. В результате были выпущены три OVA-серии. Первый — Kessen! Yōjin no jutsu VS kabeo — вышел в июне 1998 года. Второй — Nazonazo nana fushigi BUKIMI chan — в июле 1998. Третий — Shijō saidai no gekisen! Zekki raishū!! — в мае 1999 года.

### Игры
Видеоигра на основе манги вышла в Японии на PlayStation в 1997 году. Нубэ и Юкимэ были одними из второстепенных персонажей в вышедшей в 2006 году на Nintendo DS игре Jump Ultimate Stars, а Хироси и Кёко были в ней героями поддержки. Позже Нубэ появился как играбельный персонаж в PlayStation 3/PlayStation Vita игре 2014 года J-Stars Victory VS.

### Телесериал
Дорама была анонсирована в июне 2014 года. Сериал вышел на канале Nippon TV 11 октября 2014 года. В главных ролях Рюхэй Маруяма в роли Нубэ, Мирэй Киритани — Рицуко Такахаси, Мокомити Хаями — Кёсукэ Тамамо, Мидзуки Ямамото — Идзуна Хадзуки, Хидэки Такахаси — Мугэнкай Дзику и Кан Джиён в роли Юкимэ. 10-серийный сериал завершился 13 декабря 2014 года.

## Критика
Аниме пересказывает японские сказки на современный лад в схожей манере с Haunted Junction и Ghost Sweeper Mikami.